# Hoya de Guadix

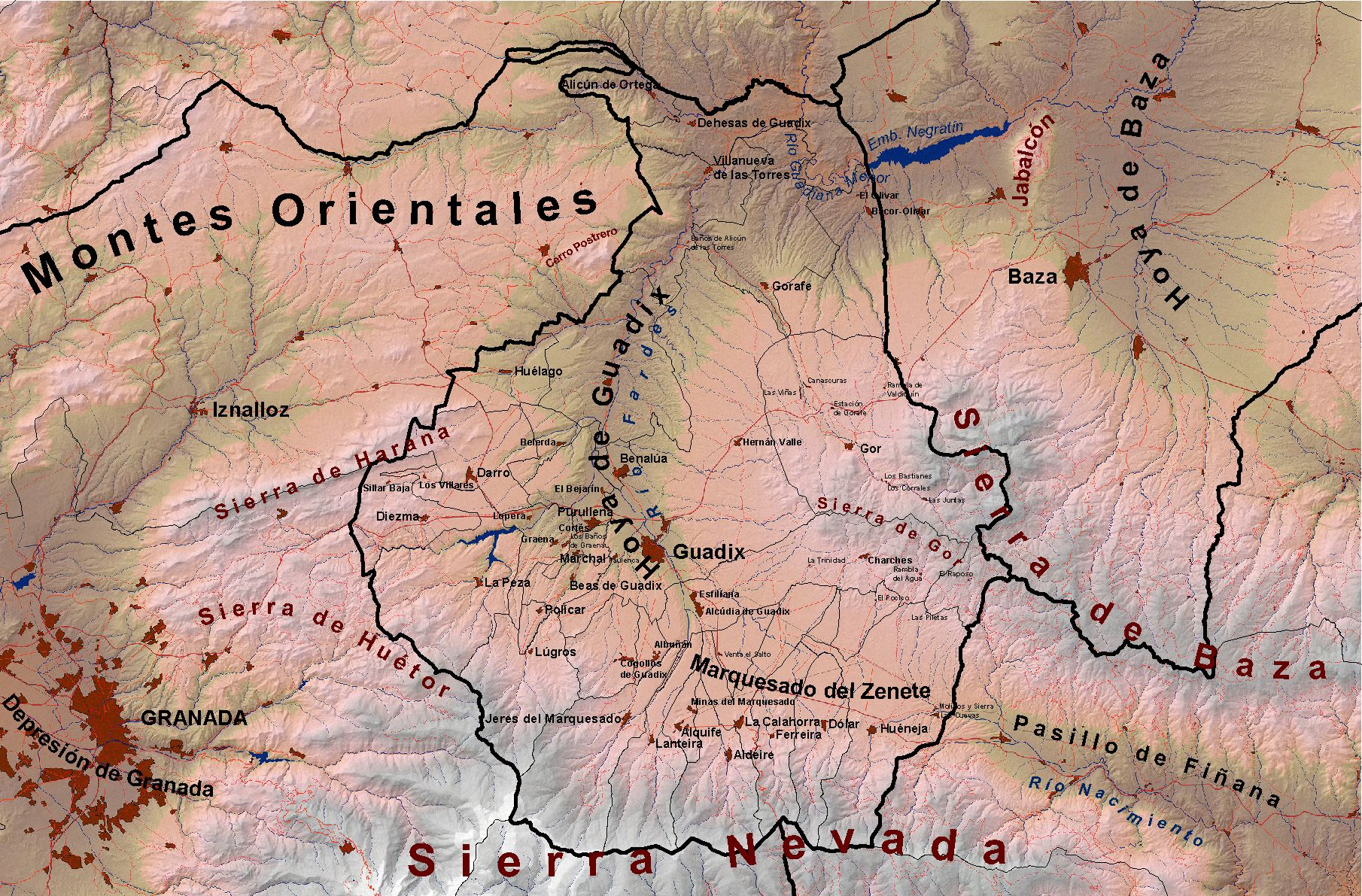
Localização da Hoya de Guadix

A Hoya de Guadix ("Cova de Guadix") é uma planície natural com cerca de 500 km de comprimento, formada pelas bacias dos rios Fardes e Guadix. Encontra-se na zona norte da província de Granada, na comunidade autónoma da Andaluzia, entalada (daí o nome de hoya) entre os relevos da Serra Nevada, a sul, a Serra de Baza a leste, a Serra Mágina a norte e a Serra Arana a oeste. O monte Jabalcón separa-a da Hoya de Baza que, como a Hoya de Guadix, faz parte do Sulco Intrabético.
Abundam materiais do Burdigaliano, do Mioceno, datados de cerca de 20 milhões de anos. Durante esse período deu-se a deposição de materiais procedentes do meio marinho até aproximadamente sete milhões de anos, quando a bacia ficou completamente isolada do mar. A partir daí, os materiais depositados são exclusivamente continentais, transportados por formações fluviais. A configuração atual da hoya pode ter começado a formar-se há cerca de meio milhão de anos, quando se produziu uma forte reestruturação paleogeográfica. Pequenos rios formados nos relevos que circundam a bacia iniciaram um processo erosivo que produziu a característica paisagem de cárcavas (barrancos ou valas) e malpaís (ou badlands) da atualidade.
Atualmente, os sedimentos dos rios Fardes e Guadix tornaram a Hoya de Guadix uma zona fértil de regadio onde o uso do solo vai desde os pomares (nomeadamente de pessegueiro, muito abundante) até à exploração madeireira (choupais), passando pelos cereais, leguminosas e hortaliças.